# ソシオクラシー
ソシオクラシー は、合意による意思決定を用い平等な個人や組織の関係に基づく、サイバネティクスの原則を応用した統治の一形態。ダイナミックガバナンスとも呼ばれる。